# Richard Matheson
Richard Burton Matheson (Allendale, 20 febbraio 1926 – Los Angeles, 23 giugno 2013) è stato uno scrittore e sceneggiatore statunitense.
I suoi romanzi e racconti (tra cui Io sono leggenda, Tre millimetri al giorno, Io sono Helen Driscoll e La casa d'inferno) hanno forgiato il gusto e le tendenze del genere fantastico e sono spesso stati adattati per lo schermo, talvolta anche da lui stesso. Vinse numerosi premi tra cui il Premio Bram Stoker alla carriera. Fu inoltre autore di numerose sceneggiature cinematografiche e televisive (tra cui alcuni episodi de Ai confini della realtà).

## Biografia
Passa la sua infanzia a Brooklyn, dove già ad otto anni scrive e pubblica alcune poesie sul giornale Brooklyn Eagle.
Nel 1943 si diploma alla Brooklyn Technical High School ed entra subito nell'esercito, dal quale viene congedato perché ferito in azione. Tornato civile studia giornalismo all'Università del Missouri, e già nel 1950 pubblica il suo primo racconto, Nato d'uomo e di donna (Born of Man and Woman), su The Magazine of Fantasy and Science Fiction.
Nel 1951 si trasferisce in California, e l'anno successivo si sposa con Ruth Ann Woodson. L'incontro con la donna che diverrà sua moglie viene descritto nel racconto Fiamma frigida, esteso poi nel romanzo Cieco come la morte (Someone Is Bleeding, 1953). Da Ruth Ann Woodson avrà quattro figli, tra i quali Chris, Ali Marie e Richard Christian Matheson, a loro volta scrittori e sceneggiatori.
In California entra a far parte dei "Fictioneers", un gruppo di giovani scrittori di gialli. Scrive così alcuni racconti gialli come Tre ore di pura follia (Fury on Sunday, 1943) e Cavalca l'incubo (Ride the Nightmare, 1962).
Mentre lavora in fabbrica, sogna di diventare scrittore a tempo pieno. Intanto riprende un'idea avuta a 17 anni vedendo il film Dracula del 1931, la sviluppa e ne trae Io sono leggenda (I am Legend, 1954). Lo stesso anno esce anche la prima antologia dei suoi racconti, Born of Man and Woman. Malgrado questo, le ristrettezze finanziarie spingono Matheson a trasferirsi per accettare il lavoro offertogli dal fratello.
Nel 1956 esce Tre millimetri al giorno (The Shrinking Man), scritto di notte dopo la giornata lavorativa, ed il successo è tale che la casa cinematografica Universal ne acquista subito i diritti e ne trae il film Radiazioni BX: distruzione uomo, diretto da Jack Arnold. Il successo del film spinge la produzione a chiedere a Matheson un seguito: il copione che egli scrive, The Fantastic Shrinking Girl, non vedrà però mai la luce.
Nel 1957 la Hammer Films di Londra acquista i diritti di Io sono leggenda, ma l'adattamento che Matheson fa per il film non piace ai produttori, ed anche questo progetto rimane incompiuto.
Nel 1958 esce il romanzo Io sono Helen Driscoll (A Stir of Echoes), un altro successo.
Nel 1959 il produttore televisivo Rod Serling convoca Matheson per un progetto a cui sta lavorando: Ai confini della realtà (The Twilight Zone). Matheson si è già fatto un nome nell'ambito televisivo, scrivendo sceneggiature per telefilm come Alfred Hitchcock Presenta ed altri, così lo scrittore accetta di buon grado l'incarico, scrivendo per la nuova trasmissione.
Nel 1960 l'American International Pictures commissiona a Matheson l'adattamento cinematografico del racconto di Edgar Allan Poe The House of Usher. I vivi e i morti è il primo film di una serie che il regista Roger Corman realizza con la collaborazione di Matheson. Sempre nel 1960 pubblica I ragazzi della morte (The Beardless Warriors), romanzo basato sulle esperienze avute nell'United States Army nel corso della Seconda guerra mondiale.
L'anno successivo scrive la sceneggiatura di Il padrone del mondo (Master of the World), adattandolo da Robur il conquistatore di Jules Verne, ed il successivo ancora La notte delle streghe (Night of the Eagle) adattandolo da Ombre del male di Fritz Leiber.
La fama di Matheson come sceneggiatore è ormai tale che nel 1962 viene chiamato da Alfred Hitchcock per lavorare al suo film Gli uccelli (The Birds), tratto da un racconto di Daphne du Maurier. Come Matheson stesso racconterà, Hitchcock non apprezza affatto la sua idea di non far vedere per niente gli uccelli nel film, tanto che la sceneggiatura alla fine viene affidata ad Ed McBain.
Nel 1964 Matheson adatta Io sono leggenda per il film L'ultimo uomo della Terra (The Last Man on Earth), una co-produzione italo-statunitense con Vincent Price protagonista. Sua è la sceneggiatura di un premiato episodio della prima serie di Star Trek: Il duplicato. Ma il successo rimane nelle produzioni televisive: nel 1971 adatta il suo racconto Duel per la sceneggiatura dell'omonimo film, diretto dall'allora esordiente Steven Spielberg.
Intanto diviene più sporadica la sua attività di romanziere. Nel 1971 scrive La casa d'inferno (Hell House) e nel 1975 Appuntamento nel tempo (Bid Time Return), ma ormai il suo impegno più pressante è quello nelle sceneggiature televisive e cinematografiche. Intanto Boris Sagal dirige 1975: Occhi bianchi sul pianeta Terra (The Omega Man), libero adattamento da Io sono leggenda senza che però venga chiamato Matheson alla sceneggiatura.
Nel 1980 adatta per lo schermo Cronache marziane, l'antologia di Ray Bradbury, e nel 1983 scrive insieme a Carl Gottlieb la sceneggiatura per Lo squalo 3 (Jaws 3-D). Negli anni successivi continua la sua attività di sceneggiatore con film come Poliziotti a due zampe (Loose Cannons, 1990), ed episodi di telefilm come Oltre i limiti (The Outer Limits). Il film televisivo Trilogy of Terror II, del 1996, risulta essere l'ultima sua opera da sceneggiatore.
È morto il 23 giugno 2013 a Los Angeles all'età di 87 anni.

## Opere

### Romanzi
- Ricatto mortale (Someone Is Bleeding, 1953), Ponzoni 1958 (con il titolo: Cieco come la morte), Fanucci Editore (ISBN 978-88-347-1209-2)
- Tre ore di pura follia (Fury on Sunday, 1953), Fanucci (ISBN 978-88-347-1518-5)
- Io sono leggenda (I Am Legend, 1954), Fanucci (ISBN 88-347-0959-4); Mondadori, Urania Collezione nº 249
  - o I vampiri nell'edizione Longanesi del 1957
- Tre millimetri al giorno (The Shrinking Man, 1956), Urania Mondadori 1979, Fanucci (ISBN 88-347-1049-5)
- Io sono Helen Driscoll (A Stir of Echoes, 1958), Urania Mondadori 1968
- I ragazzi della morte (The Beardless Warriors, 1960), Sugar, Longanesi 1963
- Cavalca l'incubo (Ride the Nightmare, 1962), I Gialli Ponzoni n.34, 1960
- Comedy of Terrors (1967) - scritto con Elsie Lee
- La casa d'inferno (Hell House, 1971)
- Appuntamento nel tempo (Bid Time Return, 1975)
- Al di là dei sogni (What Dreams May Come, 1978), Mondadori (ISBN 88-04-46028-8)
- Ghost (Earthbound, 1982), Fanucci (ISBN 978-88-347-1749-3)
- Journal of the Gun Years (1992)
- The Gunfight (1993)
- Shadow on the Sun (1994)
- Seven Steps to Midnight (1995)
- The Memoirs of Wild Bill Hickock (1996)
- Now You See It... (1995)
- Passion Play (2000)
- Hunger And Thirst (2000)
- Camp Pleasant (2001)
- Hunted Past Reason (2002)
- Come Fygures, Come Shadowes (2003)
- Woman (2006)
- Altri regni (Other Kingdoms, 2011), Fanucci (ISBN 978-88-347-1677-9)
- Abu e le sette meraviglie (Abu and the 7 Marvels, 2002), Gallucci, 2012 (ISBN 978-88-614-5266-4)
- Generations (2012)

### Antologie
- Born of Man and Woman (1954)
- Terzo dal Sole (Third from the Sun, 1955), Urania n. 1062, 1987
- The Shores of Space (1957)
- Shock 1 (Shock!, 1961)
- Shock 2 (Shock 2, 1964)
- Shock 3 (Shock 3, 1966)
- Shock 4 (Shock Waves, 1970)
- Regola per sopravvivere (1977), Urania Classici n. 2
- By the Gun (1994)
- Incubo a seimila metri (2004), Fanucci Editore ISBN 88-347-0994-2
- Duel e altri racconti (2005), Fanucci ISBN 88-347-1063-0
- The Box (2010), Fanucci ISBN 88-347-1617-5
- I migliori racconti (2011), Fanucci ISBN 978-88-347-1758-5
- Tutti i racconti Vol.1 (1950-1953) (2013), Fanucci ISBN 978-88-347-2197-1
- Tutti i racconti Vol.2 (1954-1959) (2013), Fanucci ISBN 978-88-347-2198-8
- Tutti i racconti Vol.3 (1960-1993) (2013), Fanucci ISBN 978-88-347-2199-5
- Tutti i racconti Vol.4 (1999-2010) (2013), Fanucci ISBN 978-88-347-2190-2
- Noir (2016), Fanucci ISBN 978-88-668-8264-0

### Antologie pubblicate in Italiano che contengono suoi racconti
- Le meraviglie del possibile (Einaudi 1959)
racconti "Acciaio" (Steel, 1956) e "L'esame" (The Test, 1954)
- Il secondo libro della fantascienza (Einaudi 1961)
racconti "Bambina Smarrita" (Little Girl Lost, 1953), "Venusiana sola" (SRL Ad, 1952), "Caro diario" (Dear Diary, 1954), "Su dai canali" (Through Channels, 1951), "Fenomeno culturale" (A Flourish of Strumpets, 1956), "Nato d'uomo e di donna" (Born of Man and Woman, 1950), "L'uomo delle domeniche" (The Holiday Man, 1957), "Regola per sopravvivere" (Pattern for Survival, 1955) e "Terzo dal sole" (Third from the Sun, 1950)

- Il passo dell'ignoto (1972) (C...)

- Horroriana (1979)
racconto "A caccia" (Prey, 1969)
- Le grandi storie della fantascienza 12 (1984)
racconto "Nato d'uomo e di donna" (Born of Man and Woman, 1950)
- Il colore del male (1987)
racconto "Nato d'uomo e di donna" (Born of Man and Woman, 1950)
- Un fantastico Natale (1988)
racconto "Il viaggiatore" (The Traveller, 1962)
- Racconti Brevi II (1990)
racconto "L'ultimo giorno" (The Last Day, 1953)
- Popsy e altri racconti (1995)
racconti "Il caro estinto" (The Dear Departed, 1987) e "Talenti nascosti" (Buried Talents, 1987)
- Odio Volare (2019)
racconto "Incubo a seimila metri" (Nightmare at 20.000 feet, 1962)

## Filmografia

### Soggetto

#### Cinematografico
- Radiazioni BX: distruzione uomo (The Incredible Shrinking Man), regia di Jack Arnold (1957) - dal romanzo Tre millimetri al giorno
- L'ultimo uomo della Terra (The Last Man on Earth), regia di Ubaldo Ragona, Sidney Salkow (1964) - dal romanzo Io sono leggenda
- Angeli nell'inferno (The Young Warriors), regia di John Peyser (1967) - dal romanzo I ragazzi della morte
- Soy leyenda, regia di Mario Gómez Martín – cortometraggio (1967)
- L'uomo dalle due ombre (De la part des copains), regia di Terence Young (1970) - dal romanzo Cavalca l'incubo
- 1975: Occhi bianchi sul pianeta Terra (The Omega Man), regia di Boris Sagal (1971) - dal romanzo Io sono leggenda
- Dopo la vita (The Legend of Hell House), regia di John Hough (1973) - dal romanzo La casa d'inferno
- Esecutore oltre la legge (Les seins de glace), regia di Georges Lautner (1974) - dal romanzo Ricatto mortale
- Ovunque nel tempo (Somewhere in Time), regia di Jeannot Szwarc (1980) - dal romanzo Appuntamento nel tempo
- The Incredible Shrinking Woman, regia di Joel Schumacher (1981) - dal romanzo Tre millimetri al giorno
- Prey - video cortometraggio, regia di Shane Burridge (1983) - dal racconto A caccia
- Ai confini della realtà (Twilight Zone: The Movie), regia di Joe Dante, John Landis, George Miller, Steven Spielberg (1983) - dal racconto Incubo a seimila metri
- Nient'altro che guai (Nothing But Trouble), regia di Dan Aykroyd (1991) - liberamente tratto da I figli di Noè
- Al di là dei sogni (What Dreams May Come), regia di Vincent Ward (1998) - dal romanzo Al di là dei sogni
- Echi mortali (Stir of Echoes), regia di David Koepp (1999) - dal romanzo Io sono Helen Driscoll
- Blood Son, regia di Michael McGruther – cortometraggio (2006)
- The Box – cortometraggio, regia di Kvon Chen (2006) - dal racconto The Box (Button, Button 1970)
- My Ambition, regia di Keith Dinielli – cortometraggio (2006)
- I Am Omega - video, regia di Griff Furst (2007) - dal romanzo Io sono leggenda
- Io sono leggenda (I Am Legend), regia di Francis Lawrence (2007) - dal romanzo Io sono leggenda
- L'esame, regia di Andrea De Sica – cortometraggio (2007)
- The Box, regia di Richard Kelly (2009) - dal racconto Button, Button
- The Holiday Man, regia di Dominic Mendez – cortometraggio (2009)
- The Last Rites of Richard Keene, regia di Kevin S. Novinski – cortometraggio (2010)
- Real Steel, regia di Shawn Levy (2011) - dal racconto Acciaio
- Person to Person, regia di Keith O'Hara – cortometraggio (2011)

#### Televisivo
- Studio 57 – serie TV, episodio 2x01 (40/128) (Young Couples Only), regia di Richard Irving (1955)
- Young Couples Only, regia di Richard Irving – cortometraggio TV (1955)
- Ricercato vivo o morto (Wanted: Dead or Alive) – serie TV, episodio 2x02 (1959)
- Bourbon Street Beat – serie TV, episodio 1x22 (1960)
- L'ora di Hitchcock (The Alfred Hitchcock Hour) – serie TV, episodio 1x11 (1962-1963)
- Ai confini della realtà (The Twilight Zone) – serie TV, 14 episodi (1959-1960)
- Late Night Horror – serie TV, episodio 1x01 (1968)
- Journey to the Unknown – serie TV, episodio 1x08 (1968)
- 'It's Alive!', regia di Larry Buchanan – film TV (1969)
- Duel, regia di Steven Spielberg – film TV (1971)
- Dying Room Only, regia di Philip Leacock – film TV (1973)
- The Stranger Within, regia di Lee Philips – film TV (1974)
- Trilogia del terrore (Trilogy of Terror), regia di Dan Curtis – film TV (1975)
- Racconti di fantascienza – serie TV, episodio 1x07 (1979)
- Ai confini della realtà (The Twilight Zone) – serie TV, episodio 1x50 (1986)
- Il sognatore di Oz (The Dreamer of Oz), regia di Jack Bender – film TV (1990)
- Oltre i limiti (The Outer Limits) – serie TV, episodio 2x07 (1996)
- Trilogy of Terror II, regia di Dan Curtis – film TV (1996)
- Masters of Horror – serie TV, episodio 1x03 (2005)
- I Griffin (Family Guy) – serie TV, episodio 8x19 (2010)

### Sceneggiatore

#### Cinematografico
- Radiazioni BX: distruzione uomo (The Incredible Shrinking Man), regia di Jack Arnold (1957)
- The Beat Generation, regia di Charles F. Haas (1959)
- I vivi e i morti (House of Usher), regia di Roger Corman (1960)
- Il padrone del mondo (Master of the World), regia di William Witney (1961)
- Il pozzo e il pendolo (Pit and the Pendulum), regia di Roger Corman (1961)
- La notte delle streghe (Night of the Eagle), regia di Sidney Hayers (1962)
- I racconti del terrore (Tales of Terror), regia di Roger Corman (1962)
- I maghi del terrore (The Raven), resia di Roger Corman (1963)
- Il clan del terrore (The Comedy of Terrors), regia di Jacques Tourneur (1963)
- L'ultimo uomo della Terra (The Last Man on Earth), regia di Ubaldo Ragona, Sidney Salkow (1964)
- Una notte per morire (Fanatic), regia di Silvio Narizzano (1965)
- Angeli nell'inferno (The Young Warriors), regia di John Peyser (1967)
- The Devil Rides Out, regia di Terence Fisher (1968)
- De Sade, regia di Cy Endfield, Roger Corman, Gordon Hessler (1969)
- Dopo la vita (The Legend of Hell House), regia di John Hough (1973)
- Ovunque nel tempo (Somewhere in Time), regia di Jeannot Szwarc (1980)
- Lo squalo 3 (Jaws 3-D), regia di Joe Alves (1983)
- Poliziotti a due zampe (Loose Cannons), regia di Bob Clark (1990)
- The Near Departed, regia di Alexander Raye Pimentel – cortometraggio (2012)

#### Televisivo
- Buckskin – serie TV, episodio 1x30 (30/39) (Act of Faith) (1959)
- Have Gun - Will Travel – serie TV, episodio 3x23 (1960)
- Bourbon Street Beat – serie TV, episodio 1x22 (1960)
- Cheyenne – serie TV, episodio 4x13 (1960)
- Thriller – serie TV, episodio 2x12 (1961)
- Lawman – serie TV, 6 episodi (1960-1962)
- Combat! – serie TV, episodio 1x01 (1962) - accreditato come Logan Swanson
- L'ora di Hitchcock (The Alfred Hitchcock Hour) – serie TV, episodi 1x11-1x15 (1962-1963)
- Ai confini della realtà (The Twilight Zone) – serie TV, 14 episodi (1960-1964)
- Polvere di stelle (Bob Hope Presents the Chrysler Theatre) – serie TV, episodio 4x02 (1966)
- Star Trek – serie TV, episodio 1x05 (1966)
- Agenzia U.N.C.L.E. (The Girl from U.N.C.L.E.) – serie TV, episodio 1x09 (1966)
- Duel, regia di Steven Spielberg – film TV (1971)
- Mistero in galleria (Night Gallery) – serie TV, episodi 2x08-2x15 (1971-1972)
- Una storia allucinante (The Night Stalker), regia di John Llewellyn Moxey – film TV (1972)
- Lo strangolatore della notte (The Night Strangler), regia di Dan Curtis – film TV (1973)
- Dying Room Only, regia di Philip Leacock – film TV (1973)
- L'ululato del lupo (Scream of the Wolf), regia di Dan Curtis – film TV (1974)
- Il demone nero (Dracula), regia di Dan Curtis – film TV (1974)
- The Morning After, regia di Richard T. Heffron – film TV (1974)
- The Stranger Within, regia di Lee Philips – film TV (1974)
- Trilogia del terrore (Trilogy of Terror), regia di Dan Curtis – film TV (1975)
- L'ossessione di Miriam (The Strange Possession of Mrs. Oliver), regia di Gordon Hessler – film TV (1977)
- Dead of Night, regia di Dan Curtis – film TV (1977)
- Ai confini della realtà (The Twilight Zone) – serie TV, episodio 1x20 (1986)
- Il sognatore di Oz (The Dreamer of Oz), regia di Jack Bender – film TV (1990)
- Ai confini della realtà - I tesori perduti (Twilight Zone: Rod Serling's Lost Classics), regia di Robert Markowitz – film TV (1994)
- Trilogy of Terror II, regia di Dan Curtis – film TV (1996)

### Attore

#### Cinema
- Il padrino - Parte II (The Godfather: Part II), regia di Francis Ford Coppola (1974) - Il terzo senatore (non accreditato)
- Ovunque nel tempo (Somewhere in Time), regia di Jeannot Szwarc (1980) - L'uomo sorpreso, nel 1912

#### Televisione
- Captains and the Kings – miniserie TV (1976)
- The Godfather: A Novel for Television – miniserie TV (1977) - non accreditato

### Produttore

#### Cinema
- Il clan del terrore (The Comedy of Terrors), regia di Jacques Tourneur (1963)

#### Televisione
- L'ossessione di Miriam (The Strange Possession of Mrs. Oliver), regia di Gordon Hessler – film TV (1977)

### Tributi
- Richard Matheson: The Writing of 'Duel' - video cortometraggio documentario, regia di Laurent Bouzereau (2004)
- Corman's World: Exploits of a Hollywood Rebel, regia di Alex Stapleton – documentario (2011)
- Blüm, regia di Laurent Bouzereau – cortometraggio (2011)
- Rabid Love, regia di Paul J. Porter – cortometraggio (2012)

## Riconoscimenti
- Premio World Fantasy – Premio World Fantasy per il miglior romanzo nel 1976 per Appuntamento nel tempo
- Premio World Fantasy – Premio alla carriera nel 1984
- Premio World Fantasy – Premio World Fantasy per la miglior collezione di racconti nel 1990 per Richard Matheson: Collected Stories
- Saturn Award – Premio alla carriera nel 2013
- Premio Bram Stoker – Premio Bram Stoker alla raccolta narrativa nel 1989 per Richard Matheson: Collected Stories
- Premio Bram Stoker alla carriera 1991
- World Horror Grandmaster nel 1993
- Science Fiction Hall of Fame nel 2010
- International Horror Guild Awards – Living Legend nel 2000
- Edgar Award per il miglior film Tv o miniserie 1973 per Una storia allucinante
- Fangoria Chainsaw Awards – Horror Hall of Fame 2011
- Premio Hugo per la miglior rappresentazione drammatica 1958, condiviso con Jack Arnold, per Radiazioni BX: distruzione uomo. È stato candidatura allo stesso premio nel 1963 (assieme a Sidney Hayers, Charles Beaumont, George Baxt e Fritz Leiber Jr.) per La notte delle streghe e nel 1981 (con Michael Anderson e Ray Bradbury) per la miniserie Tv Cronache marziane.

È stato inoltre candidato dalla Writers Guild of America Award per il miglior episodio antologico/singolo programma per La bambola (The Doll, da Storie incredibili).